# Wassili Iwanowitsch Ignatenko
Wassili Iwanowitsch Ignatenko (russisch Василий Иванович Игнатенко, belarussisch Васіль Іванавіч Ігнаценка Wassil Iwanawitsch Ihnazenka, ukrainisch Василь Іванович Ігнатенко Wassyl Iwanowytsch Ihnatenko; * 13. März 1961 in Spjaryschscha, Weißrussische SSR, Sowjetunion; † 13. Mai 1986 in Moskau, Sowjetunion) war ein belarussischer Feuerwehrmann und Liquidator bei der Nuklearkatastrophe von Tschernobyl.

## Leben
Ignatenko kam im Dorf Spjaryschscha (Спярыжжа) im Rajon Brahin der belarussischen Homelskaja Woblasz zur Welt.
Nachdem er die Berufsschule für Funktechnik in Homel absolviert hatte, arbeitete er zunächst in Babrujsk und wurde nach einiger Zeit in die Sowjetarmee eingezogen, wo er bei der Feuerwehr in Moskau diente. Nach seinem Wehrdienst wollte er bei der Feuerwehr in Tschernihiw anfangen, wurde jedoch nicht eingestellt und wurde daher Feuerwehrmann in der ukrainischen Stadt Prypjat.
Dort hatte er als Kommandeur der Abteilung der 6. unabhängigen paramilitärischen Feuerwehr zum Schutz der Stadt Pripjat am 26. April 1986 Wachdienst und war für den vierten Reaktorblock des Kernkraftwerk Tschernobyl zuständig. Nach der Havarie im Kernkraftwerk um 1:23 Uhr war er einer der ersten, der in das radioaktive Feuer ging. Als er um 1:35 Uhr am Kernkraftwerk ankam, organisierte er das Personal für den Einsatz. Er selbst arbeitete bis 4:00 Uhr morgens in großer Höhe, bei hohen Temperaturen und starkem Rauch, womit er seiner Mannschaft als Beispiel diente.
Bei diesem Einsatz zog er sich eine Strahlendosis von 6 Sv zu, weshalb er am 27. April in die sechste Klinik des Moskauer Instituts für Biophysik eingeliefert wurde. Er litt an einem äußerst schweren Grad der Strahlenkrankheit, weshalb am 2. Mai eine Knochenmarkstransplantation durchgeführt wurde, die jedoch erfolglos blieb. Er starb 25-jährig in Moskau und wurde, wie auch seine fünf ukrainischen Kameraden, die mit ihm im Einsatz waren und ebenfalls verstarben, auf dem Mitinskoje-Friedhof (Митинское кладбище) in Moskau bestattet. Der Oberfeldwebel des Innendienstes und Sportmeister der UdSSR hinterließ eine schwangere Frau.

## Rezeption
Ignatenkos Witwe Ljudmila Ignatenko erzählte seine Geschichte der Nobelpreisträgerin Swetlana Alexijewitsch, die diese in ihrem Buch „Tschernobyl. Eine Chronik der Zukunft“ verarbeitete. Dieses diente dem luxemburgischen Regisseur Pol Cruchten 2016 als Grundlage für einen Dokumentarfilm. Ignatenkos letzte Lebenstage wurden zudem in der Fernsehserie Chernobyl thematisiert, in der Wassili Ignatenko von Adam Nagaitis und Ljudmila Ignatenko von Jessie Buckley dargestellt wird.

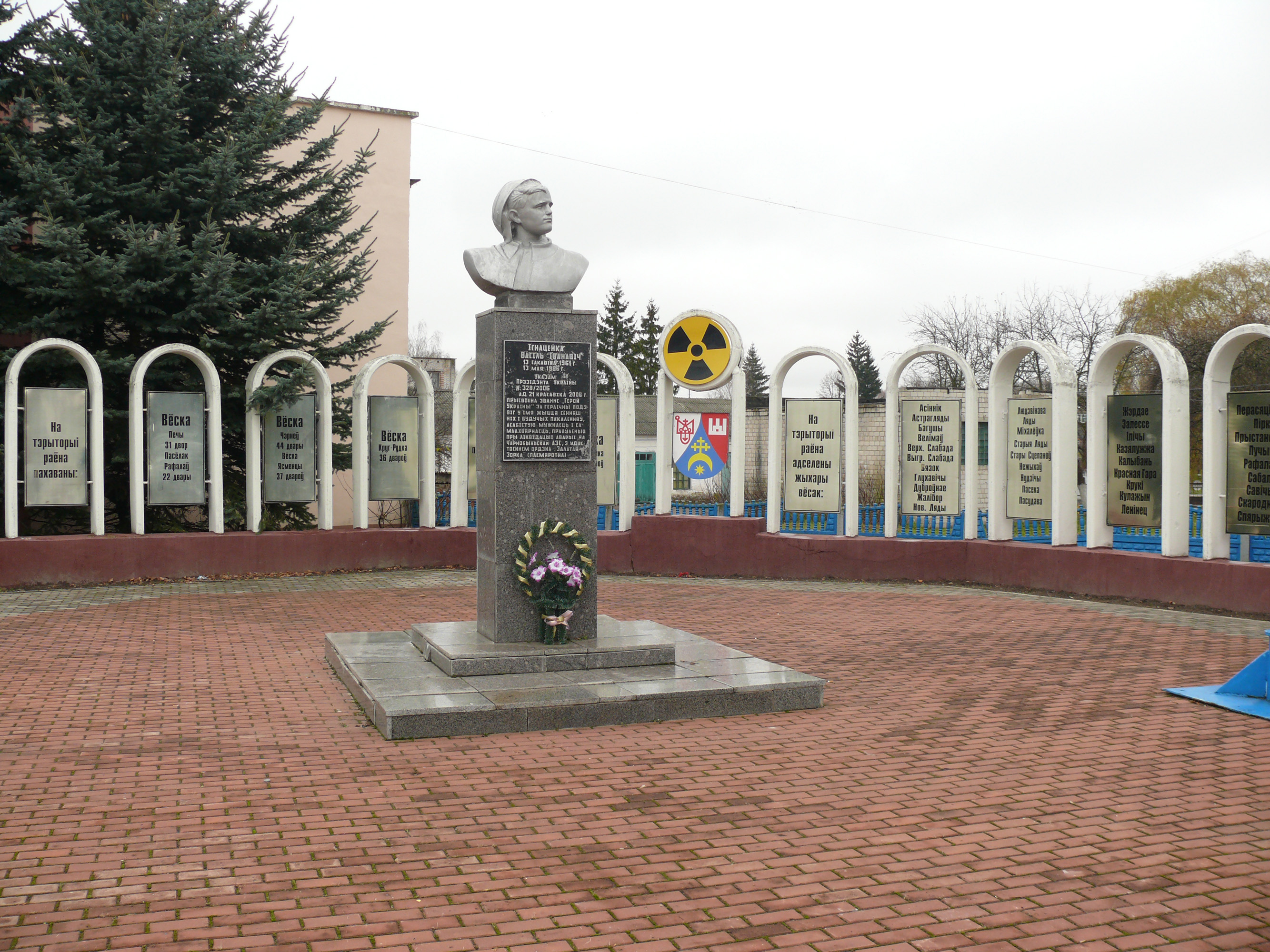
Denkmal Ignatenkos in Brahin

## Ehrungen
- Am 21. April 2006 wurde ihm posthum der Titel Held der Ukraine verliehen.[8]
- Rotbannerorden (25. September 1986, posthum)[9]
- Orden des Präsidenten der Ukraine „Für Tapferkeit“ (Präsidialerlass Nr. 346/96 vom 8. Mai 1996)[9]
- In Brahin wurde ihm zu Ehren auf dem zentralen Platz der Ortschaft ein Denkmal errichtet.[10][11]
- In der belarussischen Hauptstadt Minsk wurde ihm zum Gedenken eine Straße benannt.[5]